# Brun fyrögonpungråtta
Brun fyrögonpungråtta (Metachirus nudicaudatus) är ett däggdjur i familjen pungråttor som förekommer i Central- och Sydamerika.

## Taxonomi
Brun fyrögonpungråtta är den enda arten i sitt släkte (Metachirus) och liknar arter från släktet Philander i utseende men det finns ingen närmare släktskap mellan dem. Däremot används släktnamnen i vissa äldre avhandlingar vice versa. Artikeln följer angående släktnamnet standardverket Mammal Species of the World från 2005. Molekylärgenetiska studier visade stora differenser mellan olika individer. Kanske måste populationen delas i flera arter.

## Utseende
Arten når en kroppslängd mellan 19 och 31 cm och därtill kommer en något längre svans. Vikten varierar vanligen mellan 90 och 480 gram (sällan upp till 800 gram). Pälsen har på ovansidan en brun färg, ofta med svarta skuggor och undersidan är ljusgrå. I det mörka ansiktet finns två ljusa punkter över ögonen som påminner om ytterligare ögon. Svansen bär bara nära roten hår.
Honor saknar pung (Marsupium) och har bara enkla hudflikar för att skydda ungarna. Antalet spenar varierade mellan fem och nio.

## Utbredning och habitat
Utbredningsområdet sträcker sig främst från södra Nicaragua till Paraguay och nordöstra Argentina. 2007 hittades arten även i södra Mexiko. Den vistas vanligen i låglandet och i bergstrakter upp till 1 200 meter över havet, sällan upp till 1 500 meter. Habitatet utgörs av städsegröna skogar och buskmarker.

## Ekologi
Brun fyrögonpungråtta bygger bon av kvistar eller gömmer sig i bergssprickor. Den är aktiv på natten och letar vanligen på marken efter föda. Arten är allätare och livnär sig av olika små ryggradsdjur, ägg, ryggradslösa djur och frukter. Utanför parningstiden lever individerna ensamma.
Honor som observerades i Centralamerika parade sig omkring november. Per kull föddes en till nio ungar som under februari blev självständiga. Livslängden överstiger troligen inte fyra år.
För arten är inga större hot kända och då den har ett stort utbredningsområde och ett stabilt bestånd listas den av IUCN som livskraftig (LC).